# Westfield Countryside
Westfield Countryside, anteriormente conocido como Countryside Mall, es un centro comercial en Clearwater, Florida.  Sus cinco tiendas anclas son Dillard's, JCPenney, Macy's, Sears y una NHL del tamaño de una pista de hielo. Sus food courts ofrece una variedad de restaurantes. Chick-Fil-A, Wendy's, Twin Cactus, Cajun Grill, Saku Japan, China Max, Villa Pizza, Great American Cookie Factory y Häagen-Dazs son todos los restaurantes localizados en Westfield Countryside's Food Works.
The Westfield Group adquirió el centro comercial en 2002, y le cambió el nombre a "Westfield Shoppingtown Countryside", quitándole en junio de 2005 la palabra "Shoppingtown" .

## Anclas
- Dillard's (225,000 pies cuadrado)
- JCPenney (166,000 pies cuadrado)
- Macy's (215,000 pies cuadrado)
- Sears (224,000 pies cuadrado)